# バスク自治州のコマルカ
バスク自治州のコマルカでは、スペイン・バスク自治州の政治・行政単位であるコマルカ（郡または広域区）について説明する。コマルカは自治州、県の下位区分であり、ムニシピオの上位区分である。

## コマルカの一覧

### ビスカヤ県
- アラティア＝ネルビオン
- ブストゥリアルデア＝ウルダイバイ
- ドゥランガルデア
- エンカルテリ
- グラン・ビルバオ
  - ビスカヤ県の県都ビルバオを含む
- レア＝アルティバイ
- ウリベ（英語版）

### ギプスコア県
- ゴイエリ
- トロサルデア
- ドノスティアルデア（コマルカ・デ・サン・セバスティアン） 
  - ギプスコア県の県都ドノスティア＝サン・セバスティアンを含む
- ビダソア＝チングディ（バホ・ビダソア）
- オアルソアルデア
- ウロラ＝コスタ
- バホ・デバ
- アルト・デバ

### アラバ県
- クアドリージャ・デ・アジャラ
- クアドリージャ・デ・ビトリア
  - アラバ県の県都ビトリア＝ガステイスを含む
- クアドリージャ・デ・ラグアルディア＝リオハ・アラベサ
- クアドリージャ・デ・サルバティエラ
- クアドリージャ・デ・スジャ
- クアドリージャ・デ・アニャーナ
- クアドリージャ・デ・カンペソ＝モンターニャ・アラベサ